# 现实主义
現實主義（法語：Réalisme），又可稱作實在主義、寫實主義，認為在人類之中的認知，我們對物體之理解與感知，與物體獨立於我們心靈之外的實際存在是一致的。一般定義為關於現實和實際而排斥理想主義。不過，現實主義在博雅人文範疇中可以有很多意思（特别是繪畫、文學和哲學裡），還可以用於國際關係。
在藝術上指對自然或當代生活做準確、詳盡和不加修飾的描述，又可稱為寫實主義，可比擬為中國工筆畫，與「寫意」相對。現實主義摒棄理想化的想像，而主張細密觀察事物的外表，依據這個說法，廣義的寫實主義便包含了不同文明中的許多藝術思潮。
視覺藝術和文學中，現實主義是19世纪的一場運動，起源於法國。
现实主义的艺术运动在欧洲迅速蔓延。 在意大利，现实主义主题由Gioacchino Toma，安东尼奥·罗塔和Giuseppe Pellizza da Volpedo承担，而在米兰，在下个世纪五六十年代之间，一群年轻的画家将生活在存在主义现实主义的潮流之中，主题是 用现实主义打破思想方案马里奥·巴尔迪。

## 十九世纪西方写实主义运动的概念界定
1996年简·透纳主编的34卷本《艺术辞典（The Dictionary of Art）》中对写实主义词条——特别针对十九世纪西方写实主义运动的概念与发展有较详细的阐述。词条编撰者、著名学者鲁宾（J. H. Rubin）在开篇即认为：“写实主义是十九世纪中后期的艺术运动，它试图以对当代生活无偏见的观察为基础，客观的表现外部世界。写实主义是自觉的民主主义，这主要体现在对题材、观众行为和社会阶层的表现上，而这些内容在此之前都被崇高艺术认为毫无表现价值。”随后作者对该运动在法国及其他国家发展的历史、理论及批评回应进行了系统而又精要的概述。同时，他也承认：“关于写实主义运动存在很多困惑，首先是因为其术语来源于几乎任何艺术都包含的一个因素，其次是因为该术语所具有的多重内涵常常互相矛盾。在某些情况下，该术语还可以与自然主义概念相互替换。”
2005年，作为最新出版的《新观念史词典（New Dictionary of the History of Ideas）》，鲁宾同样成为该词典“Realism”词条的编撰者，但对该词条的界定与《艺术词典》相比显得更加详细。鲁宾认为：“写实主义是十九世纪西方文化中的一场运动，宣称以准确观察为基础，表现普通民众以及他们的日常现实生活。他挑战了数个世纪以来的传统，即崇高艺术所追求的理想化图绘形式与英雄题材。写实主义的支持者认为其视觉真实就是画家之“真诚”的象征。写实主义通过其包容性以及普通民众对图像的易接受性——这些民众对传统并不熟悉但可以辨别“真实”——从而获得某种民主的政治尺度。其道德诉求可以从进步论观以及知识的经验主义概念中窥知一二。普鲁东以及孔德的论著中所涉及的社会理论以及科学认识论，在实证主义中得到融合。写实主义艺术的领导者是法国画家库尔贝。他的出现变革了艺术的历史。”同时，鲁宾也强调需要将作为一种观念的“写实主义”与作为一场运动的“写实主义”区分开来，他认为：“写实主义的艺术运动需要和“写实主义”区分开来——后者是贯穿历史大多数具象艺术的一个方面。一般来讲，这个词涉及到视觉写实主义（形式或细节来源于自然，例如前拉斐尔派或照相写实主义）、心理写实主义（有时扭曲形式以表达情感，如表现主义）或错觉主义（通过细腻的描绘技巧使想象的形式显得逼真，如超现实主义）。写实主义与摄影术在1839年一同兴起，后者为视觉写实主义提供了新的标准，同时也是以科学技术回应艺术对写实主义标准的追求。其后产生的自然主义，作为一种偏向科学探索同时淡忘政治选择的术语，被小说家左拉以及艺术评论家卡斯塔纳瑞加以推广。”鲁宾在此的阐述相对来说比较全面详细，但作为定义又太长。

## 文學上的現實主義
現實主義是文學藝術的基本創作方法之一，其實際運用時間相當早遠，但直到19世紀50年代才由法國畫家庫爾貝和作家尚弗勒里 （页面存档备份，存于）作為一個名稱提出來，恩格斯為「現實主義」下的定義是：除了細節的真實外，還要真實的再現典型環境中的典型人物。（1888年4月初致瑪·哈克奈斯信）
在文學藝術創作中，現實主義是與浪漫主義並駕齊驅兩大思潮，其注重事實或現實；不受理想主義、臆測或感傷主義影響的客觀過程；客觀地而不憑感情地去處理思想和行動，反對一切不切實際或空想的性格。

## 繪畫上的現實主義
興起於19世紀的歐洲，又稱為現實主義畫派，或現實畫派。
這是一個在藝術創作尤其是繪畫、雕塑和文學、戲劇中常用的概念，更狹義的講，屬於造型藝術尤其是繪畫和雕塑的範疇。無論是面對真實存在的物體，還是想象出來的對象，繪畫者總是在描述一個真實存在的物質而不是抽象的符號。這樣的創作往往被統稱為寫實。遵循這樣的創作原則和方法，就叫現實主義。與現實主義（或者大致可稱為具象主義）相對的概念是抽象主義。人們借由感官知能接收訊息，加以分析組織，以自然為題材（例如自然風景或時事議題）用任何技法將其具體表現出來，但也因生長環境及認知不同，產生不一樣的經驗，這種組織過後的觀點差別，讓同個題材的作品有不同呈現。
我們接觸的絕大部分繪畫作品，都是現實主義的，儘管有很多造型很誇張或者變形，甚至無法分辨所表達的對象，比如畢卡索的《亞維農的少女》，但是，這仍舊被稱作寫實主義的作品。真正抽象的作品並不多見，康定斯基和蒙德里安是現代抽象主義的代表。
一開始有巴比松畫派中的“巴比松七星”，即七位隱居在法國楓丹白露宮附近巴比松村的畫家，他們熱衷於描畫自然風景和農村生活，其中最著名的是盧梭和米勒，盧梭專門描畫風景，米勒的農民畫樸實感人，「晚禱」、「拾穗的人」反映真實的農村生活。最著名的寫實主義畫家是庫爾貝，他反映底層人民的生活，如「碎石工」，他有一句名言：「我不會畫天使，因為我從沒有見過他。」他被選為巴黎公社的文藝委員。
蘇聯十月革命後，不承認現代油畫是藝術，最推崇現實主義，所有蘇聯的畫家都自認為是寫實主義的，甚至將以前俄羅斯的偉大畫家列賓、蘇里科夫也攀附為現實主義的。
蘇聯專家曾貶低中國畫的水墨山水，認為是抽象的，但參觀一次黃山後，才承認水墨山水是現實主義的，這是蘇聯人對繪畫的最高評價。
中華人民共和國政府在文化大革命前也強調藝術必須是「革命現實主義與革命浪漫主義相結合的」，文革後繪畫才真正達到了百花齊放。

## 戲劇上的現實主義
現實主義是現代戲劇的主流。易卜生是挪威最重要的劇作家，因開創現代戲劇的先河而被譽為「現代戲劇之父」。
在二十世紀激烈的社會變遷中，現實主義能以對當代生活的掌握來吸引一批新的觀眾。一般認為現實主義是18、19世紀西方工業社會的歷史產物。狹義的現實主義是19世紀中葉以後，歐美資本主義社會的新興藝文思潮。

## 國際關係現實主義
國際關係現實主義是一種理論與實踐，關注民族國家之間的權力平衡，甚過理想或道德。與之相對的是「理想主義」。